# Beeston (Cheshire)
Beeston – wieś i civil parish w Anglii, w hrabstwie ceremonialnym Cheshire, w dystrykcie (unitary authority) Cheshire West and Chester. W 2011 roku civil parish liczyła 188 mieszkańców. Beeston jest wspomniana w Domesday Book (1086) jako Buistane.